# Де ла Торре, Эдуардо
Эдуардо «Яйо» де ла Торре Менчака, (исп. Eduardo de la Torre Menchaca; 4 декабря 1962, Гвадалахара) — мексиканский тренер, в прошлом известный нападающий.

## Биография

### Карьера футболиста
Эдуардо считался сильнейшим форвардом «Гвадалахары» конца 1980-х годов, и вместе с голкипером Хавьером Ледесмой являлся кумиром болельщиков. В течение четырёх сезонов с 1986/87 по 1989/90 он забил в общей сложности 52 мяча и был лучшим бомбардиром своей команды. В сезоне 1986/87 Яйо внёс весомый вклад в первое за семнадцать лет чемпионство «Гвадалахары». Всю свою карьеру, за исключением последнего сезона, Эдуардо провёл в стане «Чивас». Он является одним из лучших бомбардиров в истории этого клуба, забив 90 голов во всех турнирах.
За сборную Яйо дебютировал 8 августа 1984 года в матче со сборной Ирландии. Всего же на его счету десять матчей и два гола.

### Тренерская карьера
Эдуардо возглавлял родную «Гвадалахару», с которой ничего не добился, «Сантос Лагуну», которую он привёл к победе в Интерлиге и «Ягуарес Чьяпас», где выиграл кубок Чьяпас. С 2011 года помогает Чепо в сборной Мексики.

## Личная жизнь
Яйо — сын легенды «Гвадалахары» Хавьера де ла Торре (1923—2006) и двоюродный брат другого известного футболиста и тренера, ныне рулевого сборной Мексики Хосе Мануэля де ла Торре.

## Достижения

#### Как игрок
- Чемпион Мексики (1): 1986

#### Как главный тренер
С «Сантос Лагуной»:
- Победитель мексиканской Интерлиги (1): 2004

С «Ягуарес Чьяпас»:
- Обладатель Кубка Чьяпас (1): 2007